# Naranjos Amatlán
La municipalité de Naranjos Amatlán est l'une des 212 municipalités de l'État de Veracruz, et est située dans la partie nord de cet État. Située à l'ouest du golfe du Mexique, elle appartient à sa plaine côtière et est traversée par le fleuve côtier Río Tancochin, qui alimente la lagune de Tamiahua plus à l'est. Son chef-lieu est la ville de Naranjos. Elle dépend de la région Huasteca Alta, du nom du peuple des Huaxtèques qui y est établi, et est une des 10 subdivisions administratives de l'État de Veracruz.

## Géographie
La municipalité de Naranjos Amatlán se trouve dans le bassin versant du fleuve côtier Río Tancochin, qui la traverse d'ouest en est avant de se déverser dans la lagune de Tamiahua, et forme pour partie sa limite nord. Elle est limitée au sud par un affluent de ce fleuve, le Río La Loja. Établie dans la plaine côtière du golfe du Mexique, son altitude oscille entre 10 et 300 mètres. Son chef-lieu, la ville de Naranjos, se trouve au nord de son territoire, de part et d'autre du Río Tancochin. Ce territoire couvre une superficie de 200,7 km2, et était peuplé en 2020 de 26 843 habitants, pour une densité de 133,75 habitants par km2.
Cette municipalité est limitrophe au nord de celle de Chinampa de Gorostiza, à l'ouest de celles de Tantima et de Tamalín, au sud de celle de Tancoco, et à l'est de celle de Tamiahua.

## Composition et démographie
La municipalité était composée en 2010 de 123 localités.
| Localité            | Population |
| ------------------- | ---------- |
| Naranjos            | 19 195     |
| Amatlán             | 1841       |
| Colonia el Trébol   | 702        |
| Rancho Nuevo        | 674        |
| Reste des localités | 5136       |
| Total population    | 27 548     |

En plus de l'espagnol, plusieurs langues amérindiennes sont parlées dans la municipalité, dont les principales sont par ordre d'importance : le huastèque et le nahuatl, les autres langues étant très marginales.

## Histoire
En 1946, la municipalité prend le nom d'Amatlán-Tuxpan. Elle porte désormais celui de Naranjos Amatlán, tandis que Naranjos a reçu le statut de ville en 1960.

## Économie

### Pétrochimie
La compagnie pétrolière publique Pemex y exploite des puits de pétrole, dont la production journalière atteignait en 2017 le volume de 18 000 barils. Par ailleurs, deux pipelines, traversant la municipalité, acheminent du pétrole en provenance de la région de Poza Rica à Ciudad Madero, dans la périphérie de la ville de Tampico, située plus au nord. Le volume transporté y est de 330 000 barils. Les installations pétrolières de Naranjos employaient en 2014 environ 400 travailleurs.